# Bâtard de Rhénanie
Pour les articles homonymes, voir Bâtard et Rhénanie.

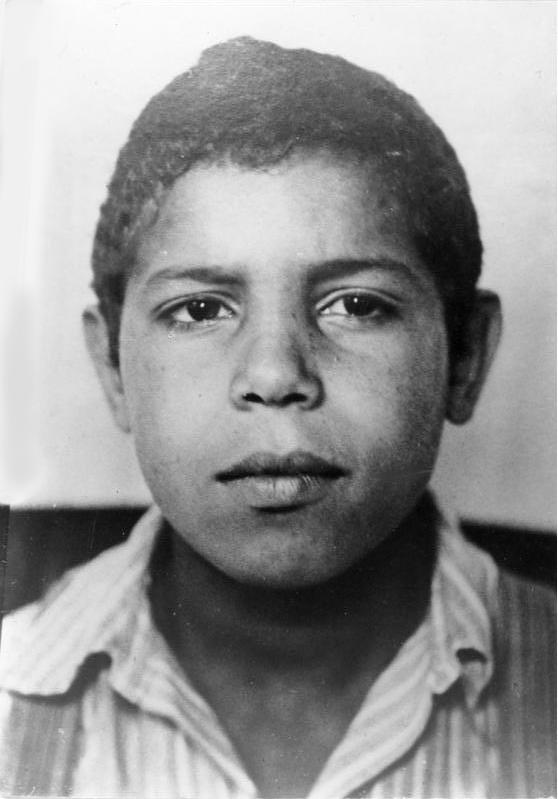
Jeune Rhénan, considéré comme bâtard et héréditairement invalide selon les termes utilisés par les autorités de l'époque pour décrire ce cliché (se reporter au fichier sur Commons).

Un « bâtard de Rhénanie » (en allemand : Rheinlandbastard), désigné sous ce nom péjoratif donné sous le régime de Weimar puis sous le Troisième Reich, est un enfant ou adolescent né d'une union mixte entre une femme allemande et un homme africain ou asiatique, généralement soldat subsaharien, nord-africain ou indochinois des troupes coloniales françaises lors de l'occupation de la Rhénanie après la Première Guerre mondiale. 
Lors de l'instauration du régime nazi, ces enfants furent considérés comme inférieurs aux Aryens et subirent un programme de stérilisation contrainte.

## Histoire

### Origine
L'usage du terme « Rheinlandbastard » remonte à 1919, juste après la Première Guerre mondiale, lorsque les troupes de l'Entente, très majoritairement françaises, occupent la Rhénanie, puis la Ruhr en 1923. Lors de cette période, un nombre assez important de femmes allemandes et de militaires des forces d'occupation convolent, tandis que d'autres couples ont des enfants hors mariage, ce qui sera à l'origine du qualificatif de « bâtard ». Le nombre estimé de ces enfants varie énormément entre les sources, allant de 2 500  à   3 000 en 1933 pour Lionel Richard à 16 000  à   18 000 pour Tina Campt, voire 24 000 pour Serge Bilé. L'occupation de la Rhénanie ayant déjà été ressentie comme un déshonneur national par l'ensemble de la classe politique, toute forme de collaboration ou de fraternisation avec les occupants était considérée comme une trahison morale, si ce n'est légale[réf. nécessaire]. En plus, le fait que l'occupation soit effectuée par des troupes coloniales considérées comme des troupes « de second ordre » par les militaires et les politiques allemands — considération raciste tirée de l'expérience coloniale — ajoute au sentiment d'humiliation. Certains milieux font passer ces naissances comme ne pouvant qu'être le fruit de viols, alors que d'autres affirment qu'ils sont des « enfants de l'amour ».
Le cas des « bâtards de Rhénanie », métis issus d'unions entre femmes allemandes blanches et soldats coloniaux originaires d'Afrique subsaharienne, d'Afrique du Nord ou d'Indochine, arrive à une époque où la population « non blanche » en Allemagne se réduit aux enfants des colons et missionnaires allemands revenus de l'empire colonial allemand en Afrique et en Mélanésie, récemment liquidé lors du traité de Versailles. Les colons, mariés ou en union libre avec des femmes indigènes, ont donc eu des enfants métis, qui sont rapatriés en Allemagne avec leur famille après la perte des territoires colonisés. Le cumul de ces différents ressentiments, allant du racisme au nationalisme en passant par un sentiment revanchard, aboutit à une campagne de presse virulente contre ce qui est appelé la Honte noire, ressentie comme une « souillure » par l'Allemagne. Toutefois, aucune mesure officielle n'est prise à l'encontre des populations noires en général et des métis issus de l'occupation de la Rhénanie sous le régime de Weimar.
Dans Mein Kampf, rédigé en 1924-1925, Adolf Hitler décrit les enfants nés d'unions avec des soldats africains des forces d'occupation comme la contamination de la race blanche « par le sang nègre sur le Rhin, au cœur de l'Europe ». Il écrit également que « les Juifs sont responsables de la venue des Noirs en Rhénanie, avec pour but ultime l'abâtardissement de la race blanche qu'ils honnissent, afin d'abaisser son niveau culturel et politique pour que le Juif puisse la dominer ». Il estime également que les Français sont partie au complot, considérant que la population française était de plus en plus « négrifiée ». Alfred Rosenberg n'était pas en reste, lui qui écrivait dans son Mythe du vingtième siècle en 1930 que la France se trouvait alors « à la pointe de l'abâtardissement de l'Europe par les Noirs… et [était] en cela encore à peine à compter parmi les États européens, mais plutôt comme un avant-pont de l'Afrique, avec les Juifs à sa tête ».

### Persécution sous le régime nazi
Quelques années plus tard, le parti nazi arrivé au pouvoir décide de s'en prendre à la population noire du Reich, estimée à quelque 20 000  à   25 000 personnes, sur une population totale de plus de 65 millions d'Allemands, en particulier à l'encontre des « bâtards de Rhénanie ». De manière générale, les nazis méprisaient les cultures issues du continent africain, considérées comme inférieures à la culture européenne, et ils tentèrent d'interdire de manière générale tout genre musical « traditionnellement noir » comme le jazz, qualifié de « Negermusik ». Les lois de Nuremberg promulguées en septembre 1935 rendent illégal le métissage. Elles interdisent le mariage pour les personnes issues d'unions mixtes avec des Aryens, ce qui concerne donc les noirs et les métis, tout comme les juifs.
Mais cela n'est pas suffisant aux yeux des nazis qui ne peuvent rien contre les unions libres, malgré les violentes campagnes de dénigrement de ce qu'ils appellent « Rassenschande » pour « honte raciale ». Une officieuse « commission no 3 », créée en 1937, est chargée de résoudre le « problème » des « bâtards de Rhénanie », pour les empêcher de procréer au sein de la population allemande,. Dirigée par le Dr Eugen Fischer (dont les écrits ont inspiré Hitler pour son Mein Kampf), lui-même aidé par Fritz Lenz, tous deux étant des cadres de l'Institut Kaiser-Wilhelm d'anthropologie, d'hérédité humaine et d'eugénisme, la commission propose leur stérilisation dans le cadre de la Loi allemande sur la stérilisation forcée du 14 juillet 1933 déjà existante, qui a débouché sur l'Aktion T4. Toutefois, les « bâtards de Rhénanie » n'entrent pas dans le cadre de cette Aktion T4, puisque aucun d'entre eux ne présente de trouble psychiatrique ou de maladie héréditaire. Il a donc fallu que, par décision expresse, Hitler demande que le programme de stérilisation forcée s'applique également à eux.
Le programme de stérilisation entre dans sa phase active en 1937, après que les Gauleiter eurent répondu à la demande de recensement des « bâtards de Rhénanie » se trouvant dans leur Gau. Au total, environ 400 enfants issus d'unions mixtes sont arrêtés et contraints à la stérilisation en Rhénanie. L'ordre de stérilisation ne sera pas donné dans les autres Gaue, les nazis ayant pris beaucoup de temps dans la mise au point et l'application de leur politique de stérilisation et d'avortement forcé selon Susan Samples. Les chiffres donnés par les autorités allemandes sont de 385 enfants stérilisés. Selon Serge Bilé, une autre partie de ces personnes est envoyée en camp de concentration, là où Michael Burleigh et Wolfgang Wippermann mettent en avant le fait qu'au contraire, leur envoi en camp a été discuté mais n'a pas été mis en œuvre par crainte d'une réaction négative de l'opinion publique.
L'un des stérilisés de force, Hans Hauck (de), se souvient 60 ans plus tard d'avoir été stérilisé sans véritable anesthésie en même temps que cinq autres adolescents. Aussitôt après la vasectomie, il est amené au quartier général de la Gestapo de Sarrebruck et obligé de signer une déclaration dans laquelle il promet de ne jamais avoir de relations sexuelles avec une citoyenne allemande.

## Reconnaissance et indemnisation
À ce jour (2025), aucune indemnisation des victimes n'a été effectuée.